# Supercoppa di Cina 2018
La Supercoppa di Cina 2018 è stata la sedicesima edizione della Supercoppa di Cina.
Si è svolta il 26 febbraio 2018 al Hongkou Stadium di Shanghai tra il Guangzhou Evergrande, vincitore della Chinese Super League, e lo Shanghai Shenhua, vincitore della Coppa della Cina.
Per la prima volta nella storia della competizione viene applicato il regolamento sul numero di stranieri e di prodotti del vivaio da poter utilizzare. Deve essere inserito nella formazione titolare almeno un Under-23 ed il numero totale di giocatori stranieri in campo non deve essere superiore a tre e non deve superare il numero di giocatori Under-23 a partita in corso.
Per il terzo anno consecutivo il Guangzhou ha conquistato la competizione.

## Partecipanti
| Squadre          | Qualificazione                     | Partecipazioni precedenti (il grassetto indica la vittoria) |
| ---------------- | ---------------------------------- | ----------------------------------------------------------- |
| Guangzhou E.     | Vincitore della Super League 2017  | 6 (2012, 2013, 2014, 2015, 2016, 2017)                      |
| Shanghai Shenhua | Vincitore della Coppa di Cina 2017 | 4 (1995, 1998, 2001, 2003)                                  |

## Tabellino
| Arbitro: | Fu Ming |

|            |           |                                                           |
| Guarín 37’ | Marcatori | 26’ Huang Bowen 43’ Alan 64’ Gao Lin 90+2’ (rig.) Goulart |

| P               | 27 | Li Shuai           |     |     |
| D               | 16 | Li Yunqiu          | 46’ |     |
| D               | 3  | Li Jianbin         |     | 29’ |
| D               | 34 | Bi Jinhao          |     | 46’ |
| D               | 32 | Aidi               |     |     |
| C               | 39 | Cong Zhen (U-23)   |     |     |
| C               | 26 | Qin Sheng          |     |     |
| C               | 13 | Fredy Guarín       |     | 76’ |
| C               | 7  | Mao Jianqing       |     |     |
| A               | 10 | Giovanni Moreno    |     |     |
| A               | 17 | Obafemi Martins    |     |     |
| A disposizione: |    |                    |     |     |
| P               | 22 | Qiu Shengjiong     |     |     |
| D               | 19 | Li Xiaoming (U-23) |     | 46’ |
| D               | 25 | Wang Lin           |     |     |
| D               | 30 | Tao Jin            |     |     |
| C               | 8  | Zhang Lu           |     | 29’ |
| C               | 36 | Liu Ruofan (U-23)  |     | 76’ |
| C               | 37 | Sun Shilin         |     |     |
| Allenatore:     |    |                    |     |     |
| Wu Jingui       |    |                    |     |     |

| P               | 32 | Liu Dianzuo        |     |     |
| D               | 23 | Deng Hanwen (U-23) | 23’ |     |
| D               | 5  | Zhang Linpeng      |     |     |
| D               | 6  | Feng Xiaoting      |     |     |
| D               | 35 | Li Xuepeng         |     |     |
| C               | 8  | Nemanja Gudelj     |     |     |
| C               | 16 | Huang Bowen        |     | 73’ |
| C               | 11 | Ricardo Goulart    | 86’ |     |
| C               | 29 | Gao Lin (c)        |     | 88’ |
| A               | 20 | Yu Hanchao         | 45’ | 67’ |
| A               | 7  | Alan               |     |     |
| A disposizione: |    |                    |     |     |
| P               | 40 | Liu Shibo (U-23)   |     |     |
| D               | 21 | Zhang Chenglin     |     |     |
| C               | 34 | Feng Boxuan (U-23) |     | 88’ |
| C               | 4  | Xu Xin             |     | 73’ |
| C               | 10 | Zheng Zhi          |     |     |
| C               | 15 | Zhang Wenzhao      |     |     |
| A               | 17 | Yang Liyu (U-23)   |     | 67’ |
| Allenatore:     |    |                    |     |     |
| Fabio Cannavaro |    |                    |     |     |